# Adolfo Aguilar
Adolfo Carlos Aguilar Villanueva (Callao, 1 de octubre de 1972) es un presentador de televisión, actor y productor peruano. Ha conducido programas como Trato hecho, El último pasajero y Yo soy.

## Biografía
Nació en 1972 en la provincia del Callao. Estudió en el Colegio América Callao High School. Tomó clases de actuación con Eduardo Masías (taller de Talentos de América Producciones), Roberto Ángeles, Alberto Ísola, Edgar Saba y James Martin.

### Actor
En 1998, empezó en la televisión en la telenovela La rica Vicky, donde compartió roles con Ismael La Rosa, Virna Flores y Alexandra Graña. Luego vinieron más producciones nacionales, entre ellas Gente como uno y Milagros.
En teatro, Aguilar participó en la comedia del arte Los chismes de las mujeres, de Carlo Goldoni, en el año 2000. Luego formó parte del elenco del drama ganador del Concurso del ICPNA, Criados en cautiverio dirigida por Carlos Acosta. Luego vino la comedia Salvador escrita por el humorista peruano Nicolás Yerovi. Después, se integró a las filas del grupo teatral DeAbril Teatro, con quienes pone el drama Ivonne, Princesa de Borgoña de Witold Gombrowicz. Ese mismo año actuó en la comedia Dicky & Pussy, se aman locamente escrita y dirigida por Jaime Nieto, obra que posteriormente se presentó en salas de Miami. Luego vino Deseos ocultos, escrita y dirigida por Jaime Nieto, obra que por la naturaleza del personaje de Adolfo (Santiago), lo convierte en un ícono sexual. Luego se unió a Preludio Asociación Cultural con el drama Sacco y Vanzetti de Mauricio Kartun, donde hizo el personaje del Teniente James Stewart, que gracias a un informe de la causa, es el encargado de encerrar a Sacco y a Vanzetti por un crimen que no cometieron. 
En 2006, interpretó a Él en el drama Los ojos abiertos de ella, donde compartió roles con la primera actriz de origen italiano Attilia Boschetti. Luego vino la comedia del arte El enfermo imaginario, de Molière, donde realizó dos personajes totalmente opuestos: Tomas Descompuestus (joven y atractivo novio de la hija de Argan) y el del Sr. Florido (viejo y sucio boticario de la época) dirigida por Ruth Escudero. Hacia finales de ese año, estrenó el drama La muerte de un viajante (The death of a salesman, de Arthur Miller), en el CCPUC (Centro Cultural de la Universidad Católica del Perú), donde hizo el personaje del tío Ben.
En 2008, durante su estadía en Miami, actuó en Quin's Day, cortometraje participante en el 48 Hour Film Festival.
Aguilar también participó en la película El buen Pedro, de Sandro Ventura, estrenada en 2012.
Aguilar actuará en la tercera y cuarta película de Big Bang Films: Loco cielo de Abril y Japy Ending, ambas estrenadas en 2014.

### Presentador
En 2002, Aguilar condujo Otra cosa, un programa magacín en RTP, canal del estado. Durante 2003 y 2004, fue presentador/reportero del programa Polizontes, en Antena3 (luego PlusTV). En 2005, firmó como artista exclusivo de ATV, donde condujo el programa concurso Trato hecho. Aguilar fue elegido por el diario Perú 21 como el mejor conductor del año.
En 2006, condujo brevemente Con buena onda, programa concurso de corte juvenil.
En agosto de 2010, regresó al Perú, después de una larga estadía en Miami, para concursar en el programa de telerrealidad de baile El gran show (segunda temporada), conducido por Gisela Valcárcel.
La versión peruana del programa concurso El último pasajero se estrenó el 21 de marzo de 2011 por Frecuencia Latina, con Aguilar como presentador. El espacio ganó el premio a la excelencia ANDA en 2012 como mejor programa de TV de 2011. Sin embargo, en marzo de 2015, Aguilar generó repudio en la población peruana cuando en una edición del programa obligó a una de sus concursantes, menor de edad, a comer un plato de ensalada con cucarachas, previamente en un programa anterior, ya otra participante tuvo que comer gusanos. Este incidente se comparó al programa de telerrealidad Laura en América, de Laura Bozzo, donde también los participantes cumplían retos denigrantes a cambio de algún premio. Pese a las críticas generadas, Aguilar minimizó este incidente.
Durante 2012, fue el presentador del programa concurso de canto e imitación Yo soy, por Frecuencia Latina. Continuó en una nueva temporada del programa en 2013 y fue presentador de la temporada 30 del mismo programa.
El siguiente programa en presentar es Tu cara me suena, por la misma casa televisora.
En 2019, fue jurado de la cuarta temporada de El artista del año y luego copresentador de Reinas del show.
En julio de 2023, fue anunciado como el nuevo conductor del prime time de los sábados en América TV con el game show ¿Cuál es el verdadero?   El programa es producido por GV Producciones (productora de Gisela Valcarcel).

### Productor
Aguilar, junto al director de cine Sandro Ventura, Hugo Shinki y Jesús Álvarez, formó la productora Big Bang Films, con la que han producido El buen Pedro, estrenado en septiembre de 2012, y Quizás mañana, estrenado en febrero de 2013. Es acreditado como productor ejecutivo.
La tercera película de la productora será Loco cielo de Abril y la siguiente Japy Ending, ambas para 2014.

### Director de cine
Aguilar comenzó en la carrera de director con la película peruano-mexicana de comedia romántica La peor de mis bodas, que contó con la participación de Ricky Tosso, Maricarmen Marín y otros actores renombrados.
Posteriormente dirigió la película La paisana Jacinta en búsqueda de Wasaberto (2017), y en 2019 la segunda parte de La peor de mis bodas.

## Vida personal
En enero de 2022, hizo pública su homosexualidad.

## Filmografía
"Mas Sabe el Diablo"
personaje secundario

| Año         | Título                                      | Rol                   | Notas                                                                             | Ref.       |
| Televisión  | Televisión                                  | Televisión            | Televisión                                                                        | Televisión |
| ----------- | ------------------------------------------- | --------------------- | --------------------------------------------------------------------------------- | ---------- |
| 1994        | Los de arriba y los de abajo                | Fotógrafo             | Cameo                                                                             |            |
| 1998        | La rica Vicky                               | Alonso                | Rol coprotagónico                                                                 |            |
| 2000        | Gente como uno                              | Alberto               |                                                                                   |            |
| 2000        | Loca visión                                 | Él mismo              | Presentador                                                                       |            |
| 2001        | Milagros                                    | Cuchi                 |                                                                                   |            |
| 2002        | Que buena raza                              |                       |                                                                                   |            |
| 2002        | Otra cosa                                   | Presentador           |                                                                                   |            |
| 2003        | Habla barrio                                | Raúl Pistola          |                                                                                   |            |
| 2003-2004   | Polizontes                                  | Presentador/reportero |                                                                                   |            |
| 2005        | Trato hecho                                 | Presentador           |                                                                                   |            |
| 2006        | Con buena onda                              | Presentador           |                                                                                   |            |
| 2009-2010   | Más sabe el diablo                          | Personaje secundario  |                                                                                   |            |
| 2010        | Minuto de fama                              | Presentador invitado  |                                                                                   |            |
| 2010        | 2019                                        | El artista del año    | Miembro del jurado                                                                |            |
| 2011 y 2015 | 2019                                        | El último pasajero    | Presentador                                                                       |            |
| 2012-2018   | Yo soy                                      | Presentador           |                                                                                   |            |
| 2013-2014   | Tu cara me suena                            | Presentador           |                                                                                   |            |
| 2017        | Yo soy kids                                 | Presentador           |                                                                                   |            |
| 2018        | Súper kids                                  | Presentador           |                                                                                   |            |
| 2023        | ¿Cuál es el verdadero?                      | Miembro del jurado    |                                                                                   |            |
| 2023        | Reinas del show                             | Copresentador         |                                                                                   |            |
| 2024        | Súper Ada                                   | George Torre-Grecia   | Rol recurrente                                                                    |            |
| 2025        | Al fondo hay sitio                          | Orlando               | Invitado especial                                                                 | [ 32 ]     |
| Películas   |                                             |                       |                                                                                   |            |
| 2008        | Quin's Day                                  | Hall Potts            | Corto, 48 Hour Film Festival (Miami)                                              |            |
| 2012        | El buen Pedro                               | Iván                  |                                                                                   |            |
| 2014        | Loco cielo de Abril                         | Renato                |                                                                                   |            |
| 2014        | Japy ending                                 | Benjamín              |                                                                                   |            |
| 2015        | Poseídas                                    |                       | Productor                                                                         |            |
| 2016        | La peor de mis bodas                        |                       | Director                                                                          |            |
| 2017        | La paisana Jacinta en búsqueda de Wasaberto |                       | Director                                                                          |            |
| 2018        | No me digas solterona                       | Gianluca              | Actor secundario                                                                  |            |
| 2019        | La peor de mis bodas 2                      |                       | Director                                                                          |            |
| 2022        | No me digas solterona 2                     | Gianluca              | Actor secundario                                                                  |            |
| 2023        | Prohibido salir                             |                       | Productor                                                                         |            |
| 2025        | La noche es virgen                          |                       | Director, guionista y productor (adaptación de la novela homónima de Jaime Bayly) |            |

## Teatro
- Los chismes de las mujeres (2000, Dir.: Osvaldo Cattone);
- Criados en cautiverio (2002, Dir.: Carlos Acosta);
- Salvador (2003, Dir.: Susana Rocca);
- Ivonne, Princesa de Borgoña (2004, Dir.: Mateo Chiarella Viale);
- Dicky & Pussy (2004, Dir.: Jaime Nieto), como Big Dick;
- Deseos ocultos (2005, Dir.: Jaime Nieto), como Santiago;
- Sacco y Vanzetti (2005, Dir.: Mateo Chiarella Viale), como teniente Stewart;
- Los ojos abiertos de ella (2006, Dir.: Carlos Tolentino), como Él;
- El enfermo imaginario (2006, Dir.: Ruth Escudero), como Tomas Descompuestus / Sr. Florido;
- La muerte de un viajante (2006, Dir.: Edgar Saba), como tío Ben;
- Los ojos abiertos de ella (2014), como Él;
- Cuerdas (2016), como Paúl.

## Otras actividades
Aguilar participó en la fotonovela Crime Corp (2009) como Adrián Montenegro. Ha aparecido en anuncios televisivos de marcas como Cerveza Cristal (Perú), Ópticas GMO, Supermercados Plaza Vea, Cáritas Perú, Ripley, Renault Clio, Olive Garden Italian Restaurant, KFC y Movistar.

## Premios y nominaciones
| Año  | Premio                      | Nominación             | Categoría             | Resultados | Ref.   |
| ---- | --------------------------- | ---------------------- | --------------------- | ---------- | ------ |
| 2005 | Diario Perú 21              | Trato hecho            | Mejor conductor de TV | Ganador    |        |
| 2013 | Premio Luces de El Comercio | Yo soy                 | Mejor conductor       | Nominado   |        |
| 2024 | Premio Luces de El Comercio | ¿Cuál es el verdadero? | Mejor conducción      | Nominado   | [ 33 ] |

Otros:
- Premio a la excelencia ANDA al mejor programa de televisión por El último pasajero (2012).